# Кубок мэра Москвы по хоккею
Кубка мэра Москвы по хоккею — международный клубный предсезонный турнир по хоккею с шайбой. Учреждён в 2008 году по распоряжению правительства Москвы, мэра Москвы Юрия Лужкова. Кубок проводится при поддержке Департамента физической культуры и спорта города Москвы (Москомспорт) и Федерации хоккея Москвы (ФХМ).

## Розыгрыши

### 2008
- Дата проведения: 26–29 августа 2008
- Место проведения: Мегаспорт, Москва
- Участники: Динамо (Москва), Спартак (Москва), Крылья Советов (Москва), ЦСКА

### 2009
- Дата проведения: 3–6 сентября 2009
- Место проведения: Мегаспорт, Москва
- Участники: Динамо (Москва), Спартак (Москва), Крылья Советов (Москва), ЦСКА

### 2010
- Дата проведения: 2–5 сентября 2010
- Место проведения: Мегаспорт, Москва
- Участники: Динамо (Москва), Спартак (Москва), Крылья Советов (Москва), ЦСКА

### 2011
- Дата проведения: 1–4 сентября 2011
- Место проведения: Мегаспорт, Москва
- Участники: Атлант, Витязь, Динамо (Москва), ЦСКА

### 2012
- Дата проведения: 29 августа — 1 сентября 2012
- Место проведения: Мегаспорт, Москва
- Участники: Витязь, Динамо (Москва), Спартак (Москва), ЦСКА

### 2013
- Дата проведения: 29 августа — 1 сентября 2013
- Место проведения: Мегаспорт, Москва
- Участники: Витязь, Динамо (Москва), Спартак (Москва), ЦСКА

### 2014
- Дата проведения: 28–31 августа 2014
- Место проведения: МСА Лужники, Москва
- Участники: Атлант, Витязь, Динамо (Москва), ЦСКА

### 2015
- Дата проведения: 13–16 августа 2015
- Место проведения: ВТБ Ледовый Дворец, Москва
- Участники: Витязь, Динамо (Москва), Спартак (Москва), ЦСКА

### 2016
- Дата проведения: 15–18 августа 2016
- Место проведения: Мегаспорт, Москва
- Участники: Витязь, Динамо (Москва), Спартак (Москва), ЦСКА

### 2017
- Дата проведения: 15–18 августа 2017
- Место проведения: Мегаспорт, Москва
- Участники: Витязь, Динамо (Москва), Спартак (Москва), ЦСКА

### 2018
- Дата проведения: 23–26 августа 2018
- Место проведения: ЦСКА Арена, Москва
- Участники: Витязь, Динамо (Москва), Спартак (Москва), ЦСКА

### 2019
- Дата проведения: 22–25 августа 2019
- Место проведения: Мегаспорт, Москва
- Участники: Витязь, Динамо (Москва), Спартак (Москва), ЦСКА

### 2020
- Дата проведения: 27–29 августа 2020
- Место проведения: ЦСКА Арена, Москва
- Участники: Витязь, Динамо (Москва), Спартак (Москва), ЦСКА

### 2021
- Дата проведения: 25–28 августа 2021
- Место проведения: Мегаспорт, Москва
- Участники: Амур, Витязь, Динамо (Москва), Куньлунь Ред Стар, Спартак (Москва), ЦСКА

### 2022
- Дата проведения: 25–28 августа 2022
- Место проведения: Мегаспорт, Москва
- Участники: Амур, Витязь, Динамо (Москва), Куньлунь Ред Стар, Спартак (Москва), ЦСКА

### 2023
- Дата проведения: 24–27 августа 2023
- Место проведения: Мегаспорт, Москва
- Участники: Амур, Витязь, Динамо (Москва), Куньлунь Ред Стар, Спартак (Москва), ЦСКА

### 2024
- Дата проведения: 29 августа — 1 сентября 2024
- Место проведения: Мегаспорт, Москва
- Участники: Автомобилист, Витязь, Динамо (Москва), Спартак (Москва), Торпедо, ЦСКА

### 2025
- Дата проведения: 28–31 августа 2025
- Место проведения: Мегаспорт, Москва
- Участники: Динамо (Минск), Спартак (Москва), Динамо (Москва), ЦСКА, Шанхай Дрэгонс, Торпедо

## Победители
| Клуб              | Титулы | 2 место | Победа                                   | Финалист / 2 место                 |
| ----------------- | ------ | ------- | ---------------------------------------- | ---------------------------------- |
| Динамо (Москва)   | 7      | 3       | 2008, 2012, 2014, 2016, 2018, 2019, 2021 | 2009, 2010, 2011                   |
| ЦСКА              | 6      | 6       | 2010, 2011, 2013, 2017, 2022, 2024       | 2012, 2015, 2016, 2018, 2020, 2023 |
| Спартак (Москва)  | 3      | 4       | 2009, 2015, 2023                         | 2008, 2013, 2017, 2024             |
| Витязь            | 1      | 2       | 2020                                     | 2014, 2019                         |
| Куньлунь Ред Стар | 0      | 2       | —                                        | 2021, 2022                         |

## Арены
| Страна       | Кол-во | Арены                                                                              |
| ------------ | ------ | ---------------------------------------------------------------------------------- |
| ДС Мегаспорт | 14     | 2008, 2009, 2010, 2011, 2012, 2013, 2016, 2017, 2019, 2021, 2022, 2023, 2024, 2025 |
| ЦСКА Арена   | 3      | 2015, 2018, 2020                                                                   |
| МСА Лужники  | 1      | 2014                                                                               |

## Участники по странам
| Название | Кол-во | Клубы |
| -------- | ------ | --- |
| Россия   | 9      | Автомобилист, Амур, Атлант, Витязь, Динамо (Москва), Крылья Советов (Москва), Спартак (Москва), Торпедо, ЦСКА |
| Беларусь | 1      | Динамо (Минск)                                                                                                |
| Китай    | 1      | Шанхай Дрэгонс                                                                                                |

## Интересные факты
- Самый результативный матч состоялся в 2009 году между «Спартаком» и «Крыльями Советов». Он завершился со счётом 13:6;
- Игорь Чернышов является самым молодым игроком в истории турнира. В 2022 году он вышел на лёд в составе московского «Динамо» в возрасте 16 лет 8 месяцев и 28 дней;
- Наибольшее количество болельщиков турнира зафиксировано на матче открытия 2024 года между «Спартаком» и «Динамо». На арене присутствовал 10471 болельщик.